# Daera
En la mitología griega, Daera, Daeira o Daira (en griego Δάειρα, Δαείρας o Δαῖρα) era una deidad menor conectada con los misterios de Eleusis. No tienen una etimología conocida, aunque pudiera estar relacionada con el concepto del «conocimiento», la «iniciación» o las «antorchas», propios de la ritualística de las religiones mistéricas. 
Unos dicen que Daera era hija de Océano y por lo tanto pertenecería a la estirpe de la oceánides, aunque en ninguna fuente se dice que su madre sea Tetis, como cabría esperarse. Otros dicen simplemente que Daera y Estigia son hermanas, aunque en otras fuentes Estigia también es una de las oceánides. En cuanto a su descendencia, se dice que Eleusis, el epónimo del pueblo homónimo, es hijo de Hermes y Daera. Otros, en cambio, dicen que Daera y Eumolpo fueron los padres de Imárado. Incluso se dice que Daera, sin especificar el consorte, fue la madre de Sémele.
En realidad, todo lo que concierne a Daera está envuelto en un halo de oscurantismo y recae en el campo de estudio de los especialistas. Por ejemplo, se dice que Daera es simplemente otro nombre o epíteto de la propia Perséfone. Y otros más no se deciden entre la identidad de Daera, citándola como la nodriza de Perséfone, o bien su cercelera, o bien es identificada con una de las diosas, entre ellas Afrodita, Hécate, Deméter y Hera. También puede aparecer como una rival de Deméter, pues sus sacerdotisas evitan sus ritos. El vínculo eleusino es claramente fundamental, y lo confirman las ofrendas a Daera en un contexto eleusino en dos o tres calendarios de sacrificios de los siglos V y IV. Incluso hay una tradición que dice que la madre de Perséfone no fue Deméter, sino Éstige, lo que podría indicar que Apolodoro usó como fuente las versiones combinadas de Esquilo y Ferécides. Y de la misma manera para los órficos Hermes Psicopompo (acaso Yaco), que habita el inexorable sendero del Cocito, es hijo de Dioniso y de Afrodita de ojos vivos. Un mandatario religioso ático, conocido como «daeiríes (δαειρίης)» está atestiguado al menos en la obra de Pólux.